# Коваля (Люблінське воєводство)
Коваля (пол. Kowala) — село в Польщі, у гміні Пулави Пулавського повіту Люблінського воєводства.
Населення — 297 осіб (2011).

## Демографія
Демографічна структура станом на 31 березня 2011 року:
|          | Загалом | Допрацездатний вік | Працездатний вік | Постпрацездатний вік |
| -------- | ------- | ------------------ | ---------------- | -------------------- |
| Чоловіки | 146     | 33                 | 97               | 16                   |
| Жінки    | 151     | 33                 | 88               | 30                   |
| Разом    | 297     | 66                 | 185              | 46                   |